# Bogorodsk
Bogorodsk in russo Богородск? è una cittadina della Russia europea centro-orientale, nell'oblast' di Nižnij Novgorod, che dista circa 40 km da Nižnij Novgorod.
Noto dal 1570 con il nome di Bogorodichnoje, Bogoroditskoje o Bogorodskoje, ha ricevuto lo status di città nel 1923 ed è capoluogo del Bogorodskij rajon.